# Wakefield (Nebraska)
Wakefield é uma cidade localizada no estado americano de Nebraska, no Condado de Dixon e Condado de Wayne.

## Demografia
Segundo o censo americano de 2000, a sua população era de 1411 habitantes.
Em 2006, foi estimada uma população de 1340, um decréscimo de 71 (-5.0%).

## Geografia
De acordo com o United States Census Bureau, a localidade tem uma área de 1,8 km², sem área coberta por água.

## Localidades na vizinhança
O diagrama seguinte representa as localidades num raio de 20 km ao redor de Wakefield.